# Fabian Harloff

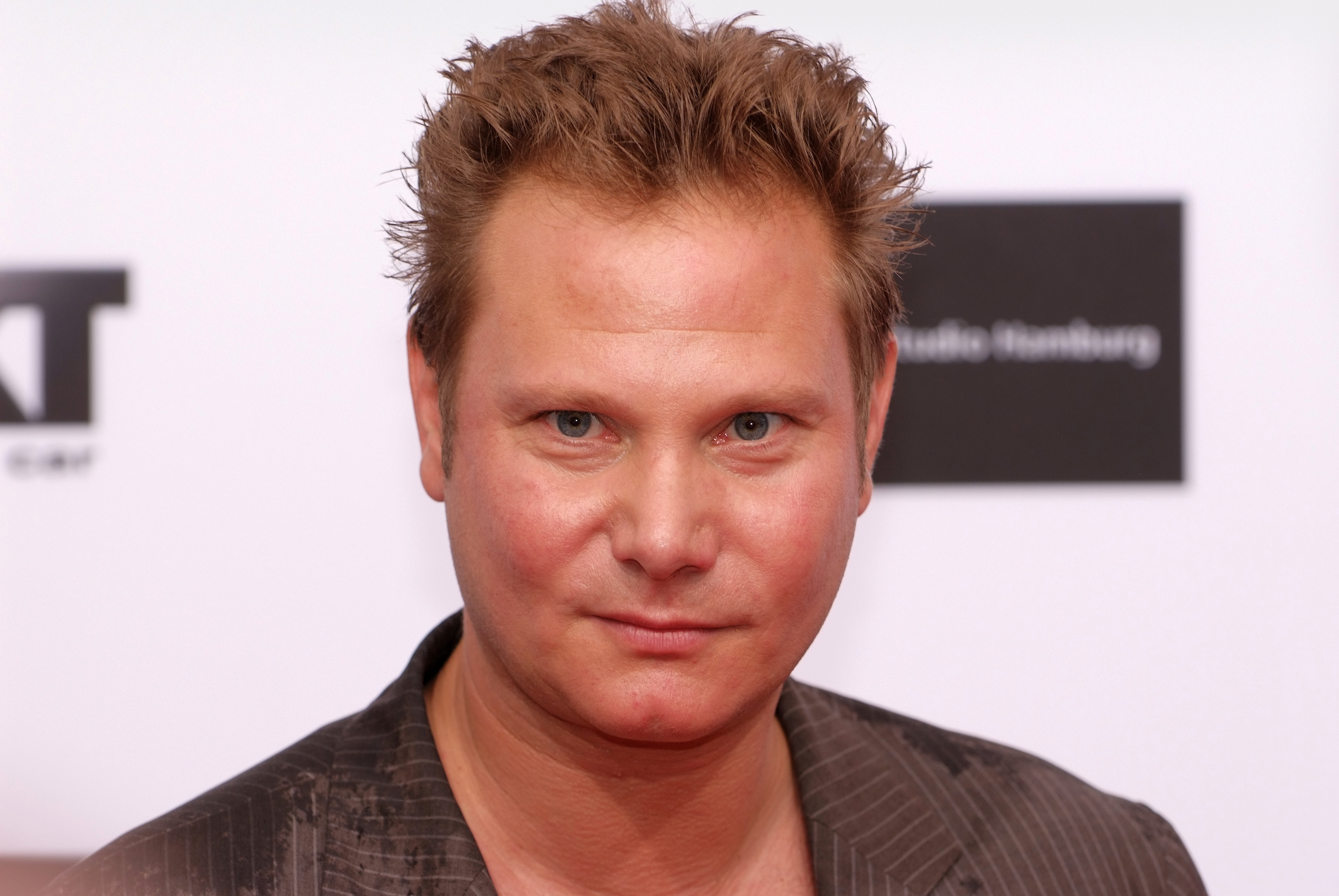
Fabian Harloff (2012)

Fabian Harloff (* 27. Januar 1970 in Hamburg) ist ein deutscher Schauspieler, Hörspielsprecher, Synchronsprecher und Musiker.

## Leben
Fabian Harloffs Großvater Hans Harloff war Synchronregisseur, der unter anderem die deutsche Vertonung von Ist das Leben nicht schön? leitete. Vater Jan ist Regisseur und seine Mutter Annegret Regieassistentin. Sein jüngerer Bruder Marek (* 1971) ist ebenfalls Schauspieler und Synchronsprecher. Schon mit vier Jahren war Harloff durch Fürsprache seines Vaters in der Sesamstraße im Fernsehen zu sehen. Jan Harloff ist seit Beginn der Sesamstraße als Regisseur des Ablegers der US-Kinderserie beim NDR verantwortlich. Bekannt wurde Fabian Harloff 1985 durch die Fernsehserie Ein Fall für TKKG.
Er spielte in zahlreichen Fernsehfilmen wie etwa 1988 in Ein verhexter Sommer, sowie 1990 in Das Auge der Tiefe. 1993 absolvierte Harloff an der Stage School Hamburg eine Ausbildung. Bekanntheit erlangte er auch mit den Fernsehserien Blankenese (1992–1994), SK-Babies bzw. u18 – Jungen Tätern auf der Spur (1994–1998) sowie Die rote Meile (1999–2000). Seit 2007 spielt er als Notarzt Dr. Phillip Haase eine Nebenrolle in Notruf Hafenkante.
Von 1998 bis 2001 spielte er die Rolle von Buddy Holly im Musical Buddy.
Auch in Hörspielen war Fabian Harloff vertreten. In der Serie Die drei Fragezeichen sprach er 1979 die Rolle des Cluny Gunn in der Folge Der Phantomsee (2) und fast dreizehn Jahre später eine andere Rolle in der Folge Gefahr im Verzug (54). Als Bohne war er eine der vier Hauptfiguren bei den Funk-Füchsen. Als Synchronsprecher war er meist nur auf Nebenrollen abonniert, obgleich er an rund 200 Filmsynchronisationen beteiligt war. Seine einzig diesbezüglich bekanntere Arbeit war die Synchronisation von Billy Warlock als Eddie Kramer in den ersten drei Staffeln der Serie Baywatch. Kinder kennen seine Stimme als Bob der Baumeister. Darüber hinaus sang er auch den Titelsong bei den Teletubbies und sprach den Erzähler. Bei Naruto/Naruto Shippuuden spricht er die Rolle des Shino Aburame, bei School Rumble den Charakter Kenji Harima und bei Soul Eater den Charakter Black Star.
Seit 2006 ist Fabian Harloff zudem fester Bestandteil des musikalischen Allstar-Projekts Menschenskinder. Im Jahr 2019 unterschrieb er einen Plattenvertrag beim Hamburger Label AGR Television Records und veröffentlichte bereits am 28. Juni 2019 sein erstes Country-Album Auf dem Land unter dem neuen Vertrag.
Von 2009 bis 2011 war Harloff mit seiner Frau Nicola verheiratet. Harloff ist zum zweiten Mal verheiratet und lebt in Schleswig-Holstein auf dem Land.

## Filmografie (Auswahl)

### Filme
- 1989: Ein verhexter Sommer
- 1993: Der Gartenkrieg
- 1994: Der Mann mit der Maske
- 1995: Tatort – Bienzle und der Mord im Park
- 1995: Tränen des Siegers
- 1997: Der kleine Unterschied
- 2006: Half Empty (Kino)
- 2011: Bauernfrühstück – Der Film (Kino)
- 2016: No Future war gestern (Kino)

### Fernsehserien
- 1973: Sesamstraße
- 1985: Ein Fall für TKKG (6 Folgen)
- 1992: Happy Holiday (1 Folge)
- 1993: Der Bergdoktor (Folge 2x04)
- 1993: Vater braucht eine Frau (6 Folgen)
- 1993: Neues vom Süderhof (Folge 2x04, Gastauftritt als Sänger)
- 1994: Blankenese (21 Folgen)
- 1995: Immenhof (10 Folgen)
- 1996: SK-Babies (17 Folgen)
- 1996: Wildbach (Folge 1x32)
- 1997–2022: Großstadtrevier (4 Folgen, verschiedene Rollen)
- 1998: Die Kinder vom Alstertal (Folge 1x13)
- 1998: HeliCops – Einsatz über Berlin (Folge 1x09)
- 1999: Stubbe – Von Fall zu Fall (Folge 1x15)
- 1999: Geschichten aus dem Leben (2 Folgen)
- 1999: Die Wache (Folge 5x19)
- 1999–2001: Die Rote Meile (26 Folgen)
- 2001: Die Rettungsflieger (Folge 5x06)
- 2001, 2004: SOKO Leipzig (Folgen 1x11, 4x09[5])
- 2002: Die Strandclique (4 Folgen)
- 2002: Unser Charly (Folgen 7x13–7x14)
- 2003: Bei aller Liebe (13 Folgen)
- 2003: Rosa Roth (Folge 1x17)
- 2003: Siska (Folge 6x01)
- 2004: SOKO 5113 (Folge 26x07)
- 2005–2009: Küstenwache (4 Folgen)
- seit 2007: Notruf Hafenkante (341 Folgen)
- 2007: Adelheid und ihre Mörder (Folge 5x09)
- 2023: German Crime Story: Gefesselt (6 Folgen)

## Sprecher

### Hörspiele (Auswahl)
- 1979–2025: Die drei ??? (Hörspielserie, 6 Folgen, verschiedene Rollen)
- 1980–1982: Die verwegenen 4 als Chris (Hauptrolle, 4 Folgen)
- 1981–2011: TKKG (Hörspielserie, 7 Folgen, verschiedene Rollen), u. a. Folge 10, 37
- 1983–1985: Die Funk-Füchse … als Dieter „Bohne“ Becker (Hörspielserie, 15 Folgen)
- 2005: Dreamland Grusel „Kampf der Vampire“ … als Tim Böttcher
- 2006: DiE DR3i „Zug um Zug (4)“ … als Finnegan
- 2006–2008: Ein Fall für Leon Kramer … als Leon Kramer (6 Folgen)
- 2013: Mindnapping „Blutstern (14)“ … als Leon Kramer

### Synchronsprecher (Auswahl)
- 1989–1991: Ein Engel auf Erden (Fernsehserie, 4 Folgen, verschiedene Rollen)
- 1990: Der Nußknacker-Prinz (Zeichentrickfilm, als der Nussknacker)
- 1991–1992: Miami Vice (Fernsehserie, 4 Folgen, verschiedene Rollen)
- 1992: Baywatch – Die Rettungsschwimmer von Malibu … als Eddie Kramer (Fernsehserie, 42 Folgen)
- 2000–2011, 2015–2018: Bob der Baumeister … als Bob (Animationsserie)
- 2003: Baywatch – Hochzeit auf Hawaii … als Eddie Kramer
- 2007: Medal of Honor: Airborne ... als Sergeant Dane (Videospiel)
- 2007–2017: Naruto Shippuden … als Shino Aburame
- 2008–2011: Soul Eater … als Black Star
- 2008: Naruto Shippuden: The Movie – Bonds … als Shino Aburame
- 2009: Naruto Shippuden: The Movie – Die Erben des Willens des Feuers … als Shino Aburame
- 2010: Naruto Shippuden: The OVA – Naruto, ein Genie und drei Wünsche … als Shino Aburame
- 2012: Road to Ninja: Naruto the Movie … als Shino Aburame
- 2016–2018: School of Rock … als Dewey Finn (Fernsehserie, 33 Folgen)

## Diskografie
- 1989: You light up my life
- 1989: I wanna go where love goes
- 1991: Small Town Girl
- 1992: Hold on together
- 1994: Liebe Pur
- 1995: Glory and Fame
- 1996: I follow you – Duett mit Irina Alex
- 2006: Wenn der Mensch (mit Menschenskinder)
- 2007: Wenn Du lachst (mit Menschenskinder)
- 2008: Neue Generation (Album mit Menschenskinder)
- 2012: Our Destiny (Offizieller Song zum 24h-Rennen Nürburgring 2012) mit ELA
- 2013: Liebeslieder
- 2013: Nu Aber! (Album)
- 2019: Auf dem Land (Album)